# Gerd Oswald
Gerd Oswald (9 de junio de 1919 – 22 de mayo de 1989) fue un director, ayudante de dirección y productor cinematográfico y televisivo estadounidense de origen alemán. 

## Biografía
Su verdadero nombre era Gerd Ornstein, y nació en Berlín, Alemania, siendo su padre el cineasta austriaco Richard Oswald.
Entre las películas más destacadas de Oswald figuran The Captain from Köpenick (1941), A Kiss Before Dying (1956), Brainwashed (1960), y Bunny O'Hare (1971). Oswald también participó en la realización de diferentes producciones televisivas, destacando de entre las mismas Perry Mason, Bonanza, The Outer Limits, El fugitivo, Star Trek: La serie original, Gentle Ben, It Takes a Thief, y The Twilight Zone. 
Gerd Oswald falleció en Los Ángeles, California, en 1989 a causa de un cáncer.

## Filmografía (selección)
Cine
| - 1938 : Tempête sur l'Asie (ayudante de dirección) - 1956 : A Kiss Before Dying - 1956 : The Brass Legend - 1957 : Crime of Passion - 1957 : Fury at Showdown - 1957 : Valerie - 1958 : Paris Holiday - 1958 : Screaming Mimi | - 1959 : Am Tag, als der Regen kam - 1960 : Schachnovelle - 1962 : El día más largo - 1963 : Das Todesauge von Ceylon - 1966 : Agent for H.A.R.M. - 1969 : 80 Steps to Jonah - 1971 : Bunny O'Hare - 1975 : Bis zur bitteren Neige |